# Stefan Wilson
Stefan Wilson, né le 20 septembre 1989 à Sheffield, est un pilote automobile britannique. Il est le frère du pilote Justin Wilson.

## Biographie
En 2007, sacré vice-champion de Formule Palmer Audi, Stefan Wilson reçoit le Trophée McLaren Autosport BRDC, trophée offert par Autosport et McLaren Racing et le British Racing Drivers' Club, rejoignant des pilotes comme David Coulthard, Dario Franchitti ou encore Jenson Button. Il passe ensuite en championnat de Grande-Bretagne de Formule 3 et termine quatrième du championnat.
Il s'exile en 2009 aux États-Unis pour participer à l'Indy Lights, antichambre de l'IndyCar Series. Il y passe quatre saisons et termine notamment 3e de la saison 2011, en remportant deux victoires. Après cela, il peine à trouver un volant : il fait une course en 2012, en Indy Lights. Il fait ses débuts en IndyCar Series en 2013, lors du Grand Prix de Baltimore dans lequel il termine seizième. Son frère Justin Wilson y participe également dans la même équipe : ce sont ainsi les premiers frères depuis 1983 à participer à une course d'IndyCar Series dans la même équipe, depuis les frères Gary et Tony Bettenhausen. 
En 2014, il prend une année sabbatique mais signe un contrat avec Fan Force United pour la saison 2015 d'IndyCar Series. La participation de l'équipe  au championnat n'est toutefois pas confirmée.

## Palmarès
- Vice-champion de Formule Palmer Audi en 2007
- 3e de la saison 2011 d'Indy Lights

## Résultats en IndyCar Series
| Saison | Écurie            | Châssis      | Moteur | Pneus     | Nombre de courses | Points inscrits | Classement |
| ------ | ----------------- | ------------ | ------ | --------- | ----------------- | --------------- | ---------- |
| 2013   | Dale Coyne Racing | Dallara DW12 | Honda  | Firestone | 1                 | 14              | 33e        |